# 西梅爾基奧爾群島
西梅爾基奧爾群島（英語：West Melchior Islands），是南極洲的群島，屬於帕默群島中梅爾基奧群島的一部分，由英國研究隊命名，現時由南極條約體系管理。